# Hugo Boss (IMOCA, 2015)
Pour les articles homonymes, voir Hugo Boss (IMOCA).
Hugo Boss, sixième du nom, est un voilier monocoque de la classe Imoca, destiné à la course au large. Plan VPLP-Verdier, c'est un des premiers Imoca à foils. Il est mis à l'eau le 8 septembre 2015 pour Alex Thomson. Il devient ensuite 11th Hour Racing, skippé par Charlie Enright ; 11th Hour Racing-Alaka'i, skippé par Justine Mettraux et Simon Fisher ; Guyot Environnement-Water Family, skippé par Benjamin Dutreux ; Guyot Environnement-Team Europe, skippé par Benjamin Dutreux et Robert Stanjek (de) ; et Team 4CAD-La Mie câline, skippé par Benjamin Dutreux et Arnaud Boissières.
Dans le Vendée Globe 2016-2017, barré par Thomson, il montre de redoutables dispositions, jusqu'à ce qu'il soit handicapé par la casse d'un foil. Il termine 2e. Dans la Route du Rhum 2018, il affiche une nette supériorité du premier au dernier jour. Mais un recours au moteur pour se déséchouer vaut à Thomson une pénalité de 24 heures, qui le relègue à la 3e place.
Hugo Boss bat deux records de distance parcourue en 24 heures en monocoque : en solitaire en 2017 ; et en 60 pieds, en équipage, en 2018.

## Caractéristiques et développement
Le sixième Hugo Boss est conçu par les architectes Guillaume Verdier et VPLP, comme tous les autres Imoca de la génération 2015 : Safran II, Banque populaire VIII, Gitana 16, StMichel-Virbac, et Vento di Sardegna. Ce sont les premiers Imoca dotés de foils. Ces deux appendices rétractables remplacent les dérives asymétriques, dont ils sont une évolution. Ils permettent de soulever la coque aux allures portantes afin de réduire la traînée et augmenter la vitesse. Hugo Boss est donc conçu pour être efficace aux allures portantes et tirer un maximum de profit des foils.
Il est construit au chantier Green Marine à Hythe, dans le Hampshire. Il est mis à l'eau le 8 septembre 2015.

## Performances
- Les 18 et 19 novembre 2016, pendant le Vendée Globe, Alex Thomson parcourt 535,34 milles en 24 heures. C'est 0,86 mille de plus que le record détenu par François Gabart, mais il faut une différence de plus d'un mille pour être homologué[8],[9].
- Les 15 et 16 janvier 2017, toujours pendant le Vendée Globe, Hugo Boss établit un record de distance parcourue en 24 heures en monocoque et en solitaire : 536,81 milles, soit une vitesse moyenne de 22,36 nœuds. Record homologué par le WSSRC[10],[11].
- En novembre 2017, lors d'un entraînement au large des côtes du Portugal, Hugo Boss réalise une pointe à 33,2 nœuds[12].
- Les 19 et 20 juillet 2018, skippé par Alex Thomson, Hugo Boss bat le record de distance parcourue en 24 heures en monocoque de 60 pieds et en équipage, en parcourant 539,71 milles, soit une vitesse moyenne de 22,49 nœuds[13]. Record homologué par le WSSRC[14].
- Durant la Route du Rhum 2018, dans la soirée du 7 novembre, Thomson annonce que Hugo Boss vient de battre son record « personnel » : 38,5 nœuds[15].

## Historique

### Hugo Boss, sixième du nom, barré par Alex Thomson

#### Transat Jacques-Vabre 2015

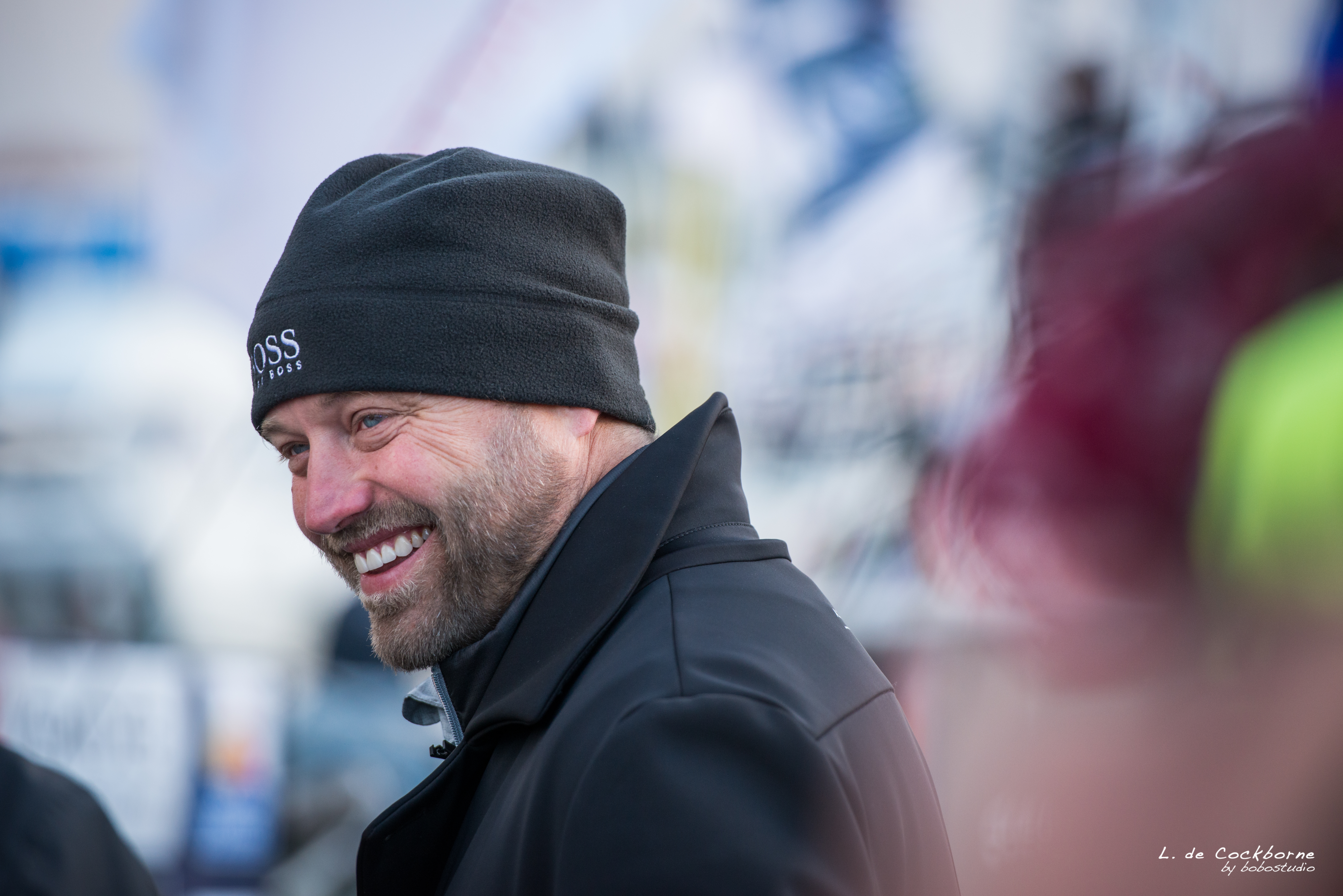
Alex Thomson.

Le 25 octobre 2015, barré par Alex Thomson et Guillermo Altadill (en), Hugo Boss prend le départ de la Transat Jacques-Vabre. Deux jours plus tard, des problèmes de structure sont détectés. Le 28,Thomson et Altadill décident de faire route vers La Corogne, tout en procédant à des réparations d'urgence. Le 31, dans le deuxième coup de vent de la course, Hugo Boss est à la cape, lorsqu'il est retourné par une déferlante et démâte. Une voie d'eau se déclare. Le 1er novembre, le bateau menaçant de couler, les deux marins sont hélitreuillés par la marine espagnole à 82 milles des côtes  Le 3 novembre, Hugo Boss est remorqué jusqu'à La Corogne.
Le 25 mai 2016, Thomson prend le départ de la Transat New York-Vendée-Les Sables-d'Olonne. Il termine 3e.

#### Vendée Globe 2016-2017

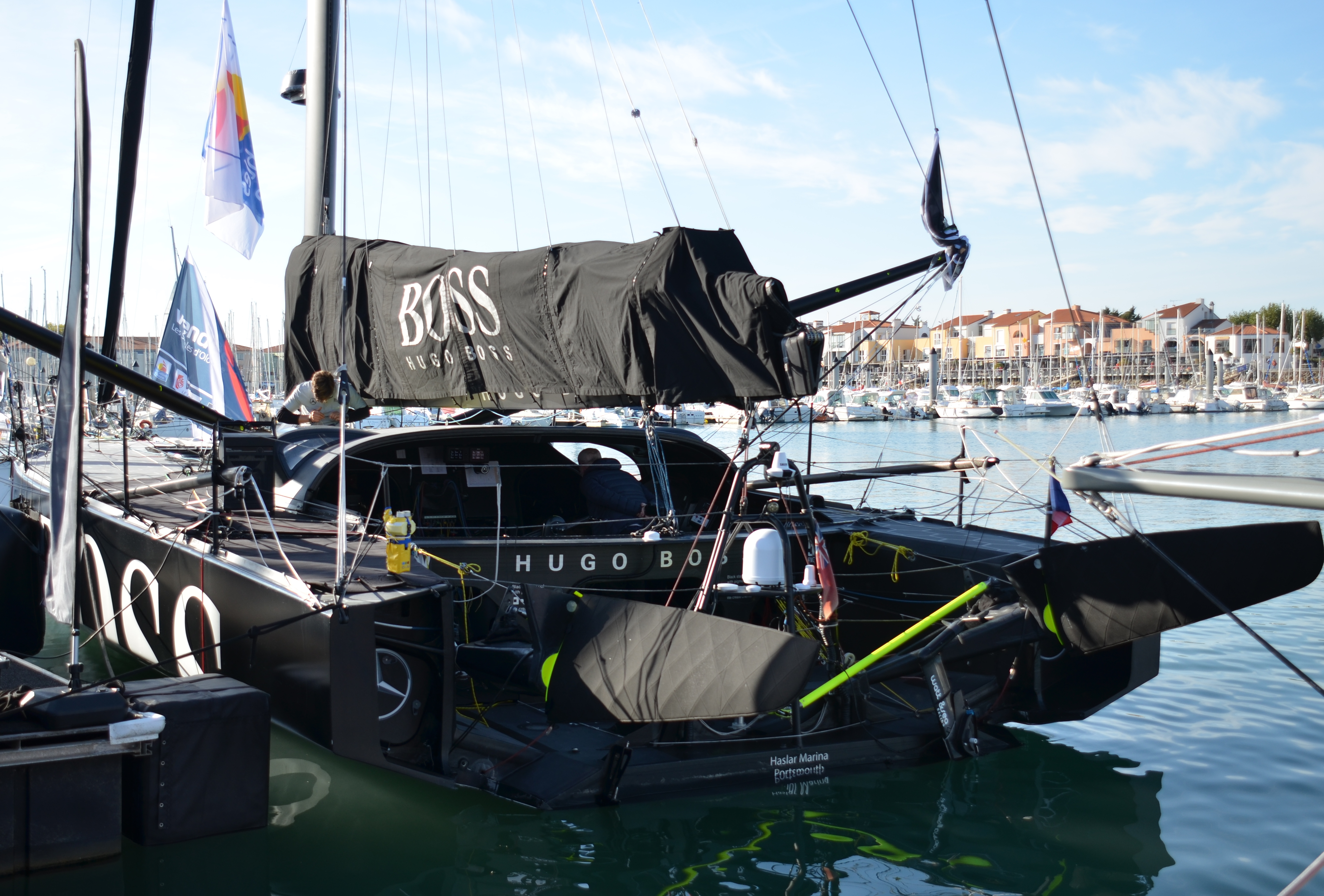
Hugo Boss trois jours avant le départ du Vendée Globe 2016-2017.

Le 6 novembre 2016, il est au départ du Vendée Globe. C'est la première édition où les Imoca sont équipés de foils. À l'approche des îles du Cap-Vert, Thomson prend la tête. Le 15 novembre, il établit un temps de référence sur la distance Les Sables-équateur. Dans le contournement de l'anticyclone de Sainte-Hélène, il choisit une route ouest, assez longue, mais lui offrant un meilleur angle. Les 18 et 19 novembre, Hugo Boss parcourt 535,34 milles en 24 heures. Le 19, il a 134 milles d'avance sur le Banque populaire VIII d'Armel Le Cléac'h (2e),. Hugo Boss semble bien parti pour dominer la course. C'est alors qu'une collision avec un OFNI endommage le foil tribord. Celui-ci ne peut être rétracté entièrement, et le moignon ralentit le bateau.

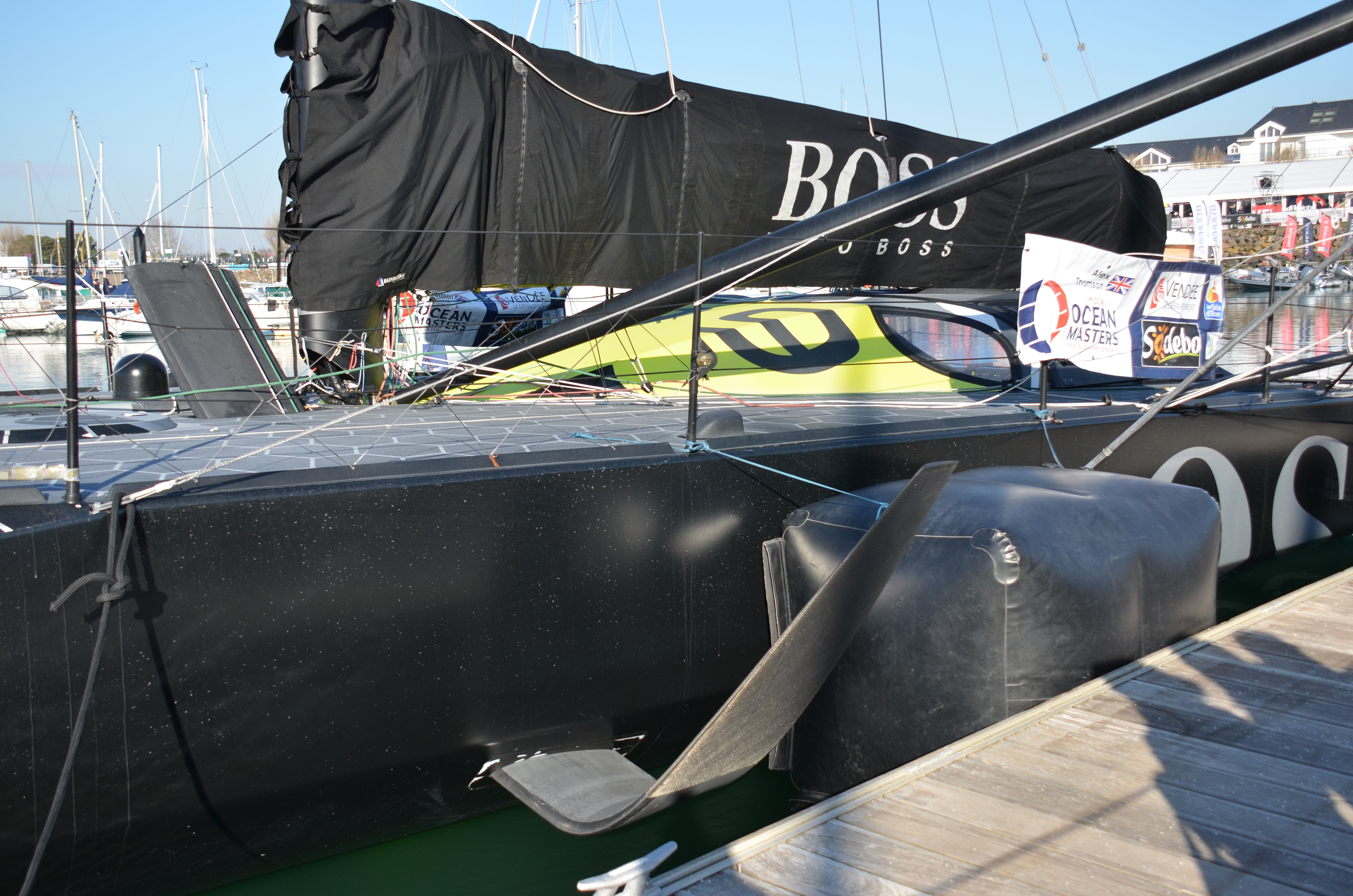
Le foil bâbord intact après le Vendée Globe 2016-2017.

Le 24 novembre, tribord amures, c'est-à-dire sur son foil valide, Hugo Boss établit un nouveau temps de référence à la longitude du cap de Bonne-Espérance,. Il précède alors Banque populaire de 103 milles. Mais, trois jours plus tard, Le Cléac'h passe en tête : bâbord amures, Banque populaire va en moyenne 1,8 nœud plus vite que Hugo Boss. Le 1er décembre, tribord amures, Thomson passe en tête. Le 3, Le Cléac'h le dépasse. Nettement handicapé bâbord amures par la perte de son foil tribord, Thomson va rester 2e jusqu'à la fin de la course. Le 14 décembre, les deux bateaux sont ralentis dans une zone de transition. Thomson peine à s'extraire des calmes. Devant faire du près sans foil tribord, il dérive. Le 23 décembre, son retard sur Le Cléac'h atteint 820 milles.
En remontant l'Atlantique sud, il bénéficie de conditions favorables et, le 30, revient à 29 milles de Banque populaire. Le 16 janvier, tribord amures, il bat le record de distance parcourue en 24 heures,. Malgré cela, il ne peut rattraper son rival. La fin de course s'effectue bâbord amures. Le 20 janvier, Hugo Boss termine 2e, seize heures après Banque populaire.

#### Nouveau record sur 24 heures
En août 2017, dans la Fastnet Race, barré par Thomson et Nicholas O'Leary, Hugo Boss termine 8e sur 9 Imoca. En octobre, il est 22e sur 104 en IRC dans la Middle Sea Race (en).
Du 19 au 20 juillet 2018, skippé par Thomson lors d'un convoyage de New York à Gosport, Hugo Boss bat le record de distance parcourue en 24 heures, en 60 pieds et en équipage,.

#### Route du Rhum 2018
Le 4 novembre 2018, barré par Thomson, Hugo Boss est au départ de la Route du Rhum. Dès le premier jour, il prend la tête. Il va la conserver jusqu'au bout. Il tente une option nord, ce qui signifie chemin plus court, mais vent soutenu et mer forte. Les routages donnent la route nord gagnante sans prendre en compte l'état de la mer, qui empêche de suivre la cadence estimée.
Dans la nuit du 6 au 7 novembre, Thomson abandonne cette route nord. Il n'a cure de perdre une partie de son avance (plus de 90 milles), il table sur la vitesse au portant de Hugo Boss : elle lui permettra de faire la différence dans l'alizé. Il descend plein sud. Dans la soirée, Hugo Boss bat son record « personnel » de vitesse : 38,5 nœuds. Conservant la première place, il recroise avec le SMA de Paul Meilhat (2e).
Dans l'alizé, son avance sur SMA ne cesse de grandir : 92 milles le 11 novembre, 197 milles le 13, 211 milles le 14.
Hugo Boss « écrase la concurrence ». Le 16 novembre, à 67 milles de l'arrivée, il a 231 milles d'avance sur SMA. Thomson décide de s'accorder un moment de sommeil avant d'entamer le tour de la Guadeloupe. Sa montre-alarme ne le réveille pas. Hugo Boss se dirige à 19 nœuds vers le nord de Grande-Terre. Il talonne. Thomson se dégage au moteur. Il remet à la voile. Hugo Boss franchit la ligne d'arrivée 1er sur 20 Imoca. Le jury lui inflige une pénalité de 24 heures pour avoir eu recours à son moteur. Il descend à la 3e place.

### 11th Hour Racing, barré par Charlie Enright

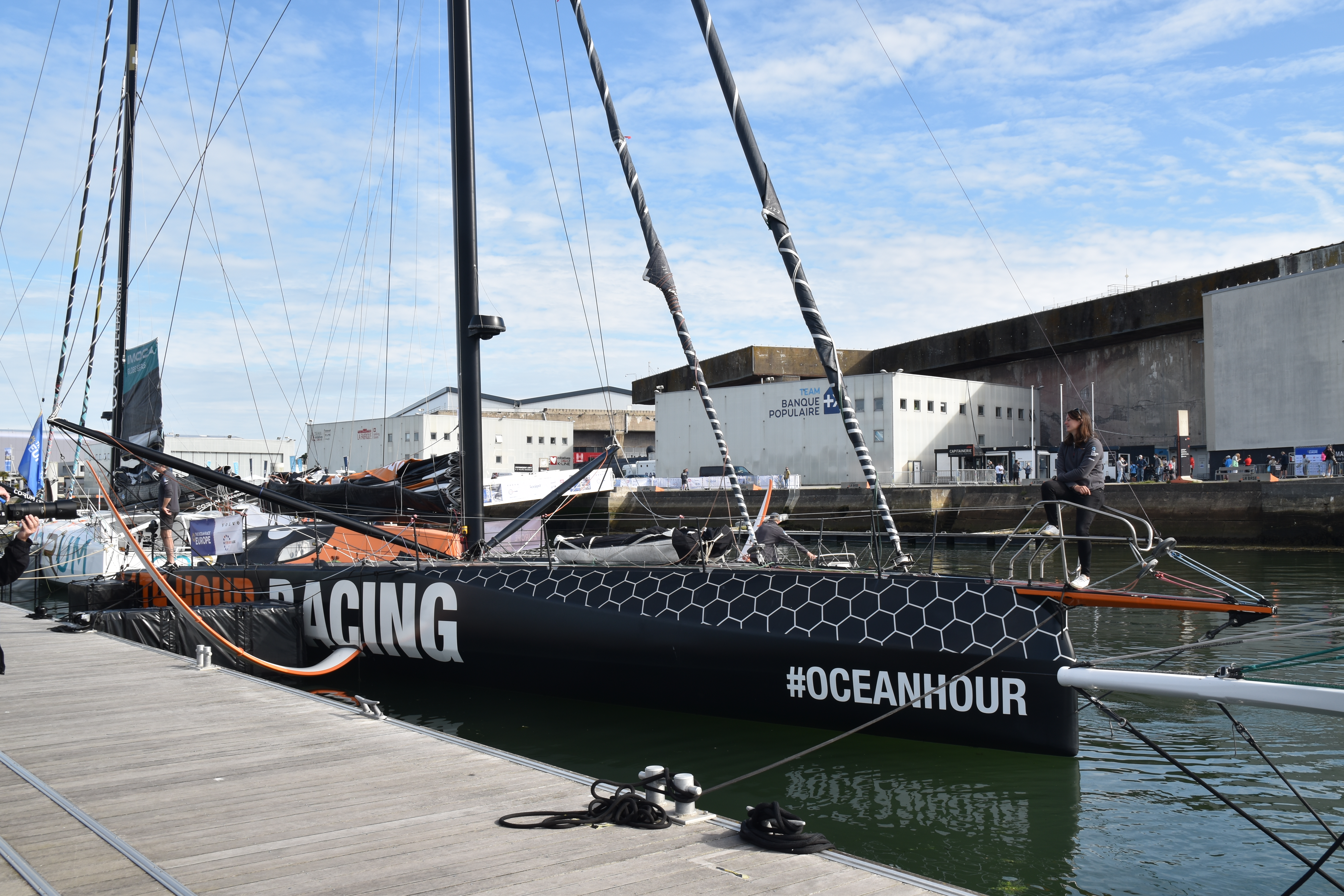
11th Hour Racing à Lorient, la veille du départ de The Ocean Race Europe.

En juin 2019, on apprend que Hugo Boss a été racheté par l'équipe des Américains Charlie Enright et Mark Towill. Il devient 11th Hour Racing, du nom du sponsor principal de l'équipe. Enright et Pascal Bidégorry terminent 4es de la Transat Jacques-Vabre 2019.
En mai et juin 2021, skippé par Charlie Enright, 11th Hour Racing participe à la course en équipage The Ocean Race Europe. Il va terminer 2e des Imoca.
Entre deux étapes de la course, il est vendu à Benjamin Dutreux, qui ne le réceptionnera que quelques mois plus tard, après la Transat Jacques-Vabre.

### 11th Hour Racing-Alaka'i, barré par Justine Mettraux et Simon Fisher
En attendant, l'équipe 11th Hour Racing confie le bateau à la Suissesse Justine Mettraux et au Britannique Simon Fisher pour un programme en double dans le deuxième semestre de l'année : Fastnet Race, Défi Azimut et Transat Jacques-Vabre. En août, Mettraux et Fisher terminent 3es des Imoca dans la Fastnet Race.
Le 9 août 2021, un nouveau 11th Hour Racing est mis à l'eau. Le 13 septembre, pour distinguer les deux bateaux, celui de 2015 est baptisé 11th Hour Racing-Alaka'i et celui de 2021 11th Hour Racing-Mālama. Le 18 septembre, Mettraux et Fisher, sur 11th Hour Racing-Alaka'i, terminent 2es des 48 heures du Défi Azimut.
Lors de la Transat Jacques-Vabre 2021, le bateau démâte le 10 novembre alors que le duo Mettraux-Fisher pointe à la 7e place. Après avoir vainement tenté de remonter le mât, les deux navigateurs doivent se résoudre à abandonner mât, voiles et gréement pour éviter des dégâts supplémentaires sur la coque et les foils.

### Guyot Environnement-Water Family, barré par Benjamin Dutreux

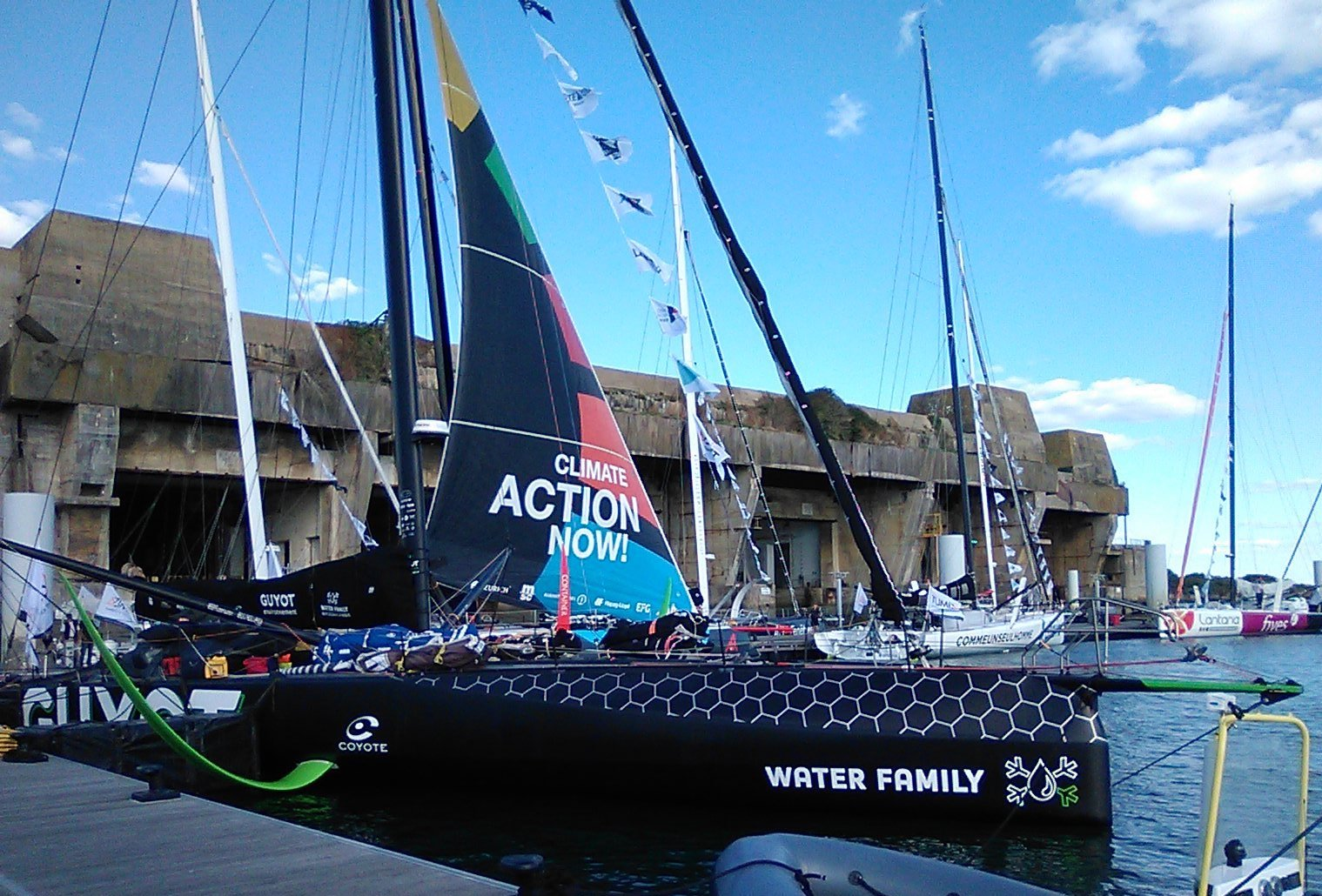
Guyot Environnement-Water Family à Lorient, lors du Défi Azimut 2022.

Le bateau est transporté vers Les Sables-d'Olonne, où Benjamin Dutreux a installé son projet. Il y arrive le 10 février 2022.
Ayant acheté ce bateau, Benjamin Dutreux trouve, en mars, un nouveau partenaire : l'entreprise brestoise Guyot Environnement, engagée dans la voile depuis neuf ans, qui va le soutenir jusqu'en juin 2025. Benjamin Dutreux reste ambassadeur de l'association Water Family. Entièrement vérifié, le bateau gagne en poids et en ergonomie. Il reçoit des foils de dernière génération (2021) et un nouveau mât. Il est remis à l'eau le 19 avril 2022, sous le nom de Guyot Environnement-Water Family. Son nouveau port d'attache est Brest.
En mai 2022, Guyot Environnement se classe 6e sur 24 dans la Bermudes 1000 Race. En juin, il finit 11e sur 25 dans la Vendée-Arctique-Les Sables-d'Olonne. En septembre, sous le nom de Guyot Environnement-Team Europe, skippé par Dutreux et Robert Stanjek (de), il termine 2e sur 4 des 48 Heures « équipage » du Défi Azimut. En novembre, dans la Route du Rhum, Guyot Environnement-Water Family est huitième sur 38 Imoca.

### Guyot Environnement-Team Europe, skippé par Benjamin Dutreux et Robert Stanjek
Le 15 janvier 2023, Guyot Environnement-Team Europe prend le départ de The Ocean Race 2022-2023. Dutreux est skipper. L'Allemand Robert Stanjek, qui apporte une partie du budget et de l'équipage, est co-skipper.
Le 1er mars, trois jours après le départ de la troisième étape Le Cap-Itajaí, Guyot Environnement est victime d'une rupture du sandwich de la coque. Il est contraint de faire demi-tour. Au Cap, on remplace l'âme en nid-d'abeilles de la structure sandwich par de la mousse. Le bateau en effet a été construit en 2015, c'est-à-dire à une époque où l'on utilisait encore le nid-d'abeilles en fond de coque. Depuis l'adoption des grands foils, le tossage répété (le slamming ) provoque du délaminage. Des renforcements de fond de coque ont été alors préconisés. Mais, estime Quentin Lucet, architecte et ingénieur chez VPLP, ces recommandations n'ont pas toutes été suivies à l'époque où le bateau s'appelait 11th Hour Racing, « et, à la vente, la consigne a dû se perdre en route ». La réparation prend une dizaine de jours, ce qui contraint Guyot Environnement à se retirer de l'étape, et à gagner Itajaí en traversant l'Atlantique pour être à temps au départ de la quatrième étape.
Dans la quatrième étape, le 9 mai, le mât se casse en trois. Sous gréement de fortune et au moteur, le bateau gagne Halifax, au Canada. Il est transporté à Kiel, en Allemagne. Là, des réparations sont effectuées sur la coque, les foils, les safrans, les paliers de quille. L'équipe acquiert le mât de rechange de 11th Hour Racing. Guyot Environnement peut rejoindre Aarhus, au Danemark, où il prend le départ de la sixième étape, le 8 juin.
Le 15 juin, 17 minutes après le départ de la 7e étape, Guyot Environnement éperonne 11th Hour Racing. Les deux bateaux reviennent au port, très endommagés (étrave trouée, bout-dehors cassé pour Guyot ). Il se retire de l'étape.
Il termine The Ocean Race cinquième sur cinq bateaux engagés. Il n'a participé qu’à trois étapes sur sept. Rien ne lui aura été épargné : délaminage du fond de coque, démâtage, collision avec un autre concurrent,.

### Guyot Environnement-Water Family, barré par Benjamin Dutreux

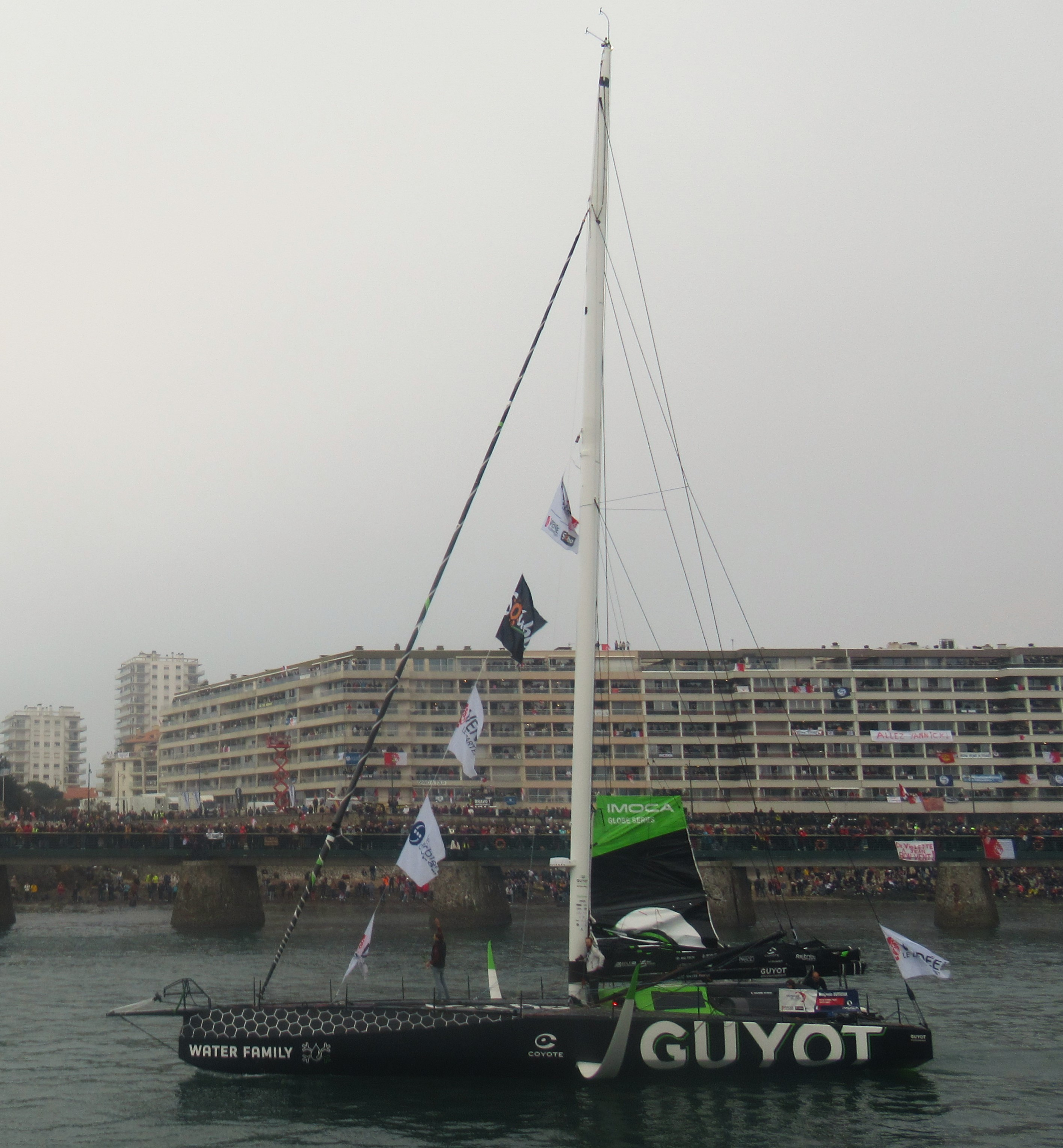
Guyot Environnement au départ du Vendée Globe 2024-2025.

Le bateau entre en chantier chez Biscay Composites, à Cudón (es), en Cantabrie. Il est doté d'un nouveau bout-dehors, de nouveaux safrans et d'une étrave spatulée de type scow. Le fond de coque est renforcé.
Dans la Transat Jacques-Vabre 2023, Guyot Environnement-Water Family est mené par Dutreux et Corentin Horeau. Il se classe 10e sur 40. En juin 2024, Dutreux est 13e sur 28 dans la New York-Vendée-Les Sables-d'Olonne. En septembre, il est 9e sur 19 dans les 48 Heures du Défi Azimut.
Le 26 janvier 2025, il termine 10e sur 40 du Vendée Globe, après 77 jours 3 heures 39 minutes et 24 secondes de mer.

### Team 4CAD-La Mie câline, mené par Benjamin Dutreux et Arnaud Boissières
En mai 2025, Arnaud Boissières annonce qu'il reprend le bateau. La vente sera effective en septembre. En attendant, l'équipe de Dutreux reste propriétaire, mais les risques de casse sont partagés entre les deux équipes jusqu'à la fin de la Transat Café L'Or, en novembre. Dutreux et Boissières vont courir ensemble durant la saison 2025. Ils vont commencer par une épreuve en équipage, la Course des caps, dans laquelle Dutreux sera skipper. Puis viendront deux courses en double : le Défi Azimut et la Transat Café L'Or.
Le 10 juin, au sortir de son chantier post-Vendée Globe, le bateau est remis à l'eau dans une livrée  nouvelle. Sur tribord, les couleurs de 4CAD Group, dont une filiale, Astrée Software, était partenaire de Dutreux durant le Vendée Globe. Le groupe devient son partenaire principal. Sur bâbord, les couleurs de La Mie câline, le partenaire de Boissières. Le bateau est donc en co-naming : pour la saison, son nom de course est Team 4CAD-La Mie câline.

## Palmarès

### 2015-2019.Hugo Boss– Alex Thomson
- 2015. Abandon dans la Transat Jacques-Vabre, en double avec Guillermo Altadill (en). Problèmes structurels

- 2016. 3e sur 14 de la Transat New York-Vendée, en 9 jours, 21 heures, 3 minutes et 33 secondes[18]

- 2017. 2e du Vendée Globe, en 74 jours 19 heures 35 minutes 15 secondes

- 2018. 3e de la Route du Rhum - Destination Guadeloupe, en classe IMOCA, en 12 jours, 23 heures, 10 minutes et 58 secondes (dont 24 h de pénalité pour utilisation du moteur) ; 8e au classement général

### 2019-2021.11th Hour Racing– Charlie Enright et Pascal Bidégorry
- 2019 :
  - 3e du Défi Azimut
  - 4e de la Transat Jacques-Vabre avec Charlie Enright et Pascal Bidégorry. Arrivé 5e, après Advens for Cybersecurity qu'une pénalité de deux heures a rétrogradé en 5e place[48]
- 2021. 2e des Imoca dans The Ocean Race Europe, mené par Charlie Enright[49]

### 2021.11th Hour Racing-Alaka'i– Justine Mettraux et Simon Fisher
- 3e des Imoca dans la Fastnet Race, mené par Justine Mettraux et Simon Fisher[51]
- 2e des 48 heures du Défi Azimut, mené par Justine Mettraux et Simon Fisher[53]
- Abandon sur démâtage au 3e jour de la Transat Jacques-Vabre avec Justine Mettraux et Simon Fisher

### 2022-2025.Guyot Environnement-Water Family– Benjamin Dutreux
- 2022 :
  - 6e sur 24 dans la Guyader Bermudes 1000 Race[60]
  - 11e sur 25 dans la Vendée-Arctique-Les Sables-d'Olonne[61]
  - 2e sur 4[62] dans les 48 Heures équipage[63] du Défi Azimut, skippé par Dutreux et Robert Stanjek (de) (le bateau dispute cette course sous le nom de Guyot Environnement-Team Europe)
  - 8e sur 38 Imoca dans la Route du Rhum[64]

- 2023 :
  - 5e sur 5 au général de The Ocean Race, en équipage, skippé par Dutreux et Stanjek (le bateau dispute cette course sous le nom de Guyot Environnement-Team Europe)[77]
  - 10e sur 40 de la Transat Jacques-Vabre, en double avec Corentin Horeau, en 13 j 7 h 56 min 10 s[79]

- 2024 :
  - 13e sur 28 de la New York-Vendée-Les Sables-d'Olonne, en 14 j 11 h 59 min 23 s[7]
  - 9e sur 19 des 48 Heures du Défi Azimut[80]

- 2025. 10e sur 40 du Vendée Globe, en 77 jours 3 h 39 min 24 s[85]